# Władysław Szczerkowski
Władysław Szczerkowski (ur. 8 czerwca 1925 w Samsiecznie, zm. 1 września 1982 w Gdyni) – kontradmirał Marynarki Wojennej (MW), zastępca dowódcy MW ds. politycznych (1968-1973).

## Życiorys
Pochodził z rodziny robotniczej. Do 1939 był uczniem szkoły podstawowej w Strzelewie, podczas okupacji pracował na roli. W 1945 wstąpił na krótko do MO, później był strażnikiem SOK w Gdańsku. 17 IX 1945 wstąpił do WP, 7 X 1946 ukończył Centralną Szkołę Oficerów Polityczno-Wychowawczych w Łodzi ze stopniem chorążego. Został zastępcą dowódcy kompanii ds. polityczno-wychowawczych w Kadrze Marynarki Wojennej w Ustce. Do 1947 skończył dwie klasy ogólnokształcącej szkoły średniej. Od stycznia do grudnia 1948 na kursie zastępców dowódców batalionów w Wyższej Szkole Oficerów Polityczno-Wychowawczych w Rembertowie, który ukończył ze stopniem podporucznika. Od 1 stycznia 1949 inspektor propagandy w Kadrze MW w Ustce (od lipca 1949 w stopniu porucznika), od 20 stycznia 1950 zastępca dowódcy Dywizjonu Artylerii Kolejowej ds. politycznych. Od 8 września 1950 wykładowca Wydziału Pracy z Oficerami Zarządu Politycznego MW, 1 XI został kierownikiem Sekcji Młodzieżowej (przemianowanej potem na Wydział IV Młodzieżowy) (od lipca 1951 kapitan). Od 15 X 1951 pomocnik szefa Zarządu Politycznego ds. ZMP. 1 XII 1953 - 28 VIII 1957 studiował w Akademii Wojskowo-Politycznej (późniejszej Wojskowej Akademii Politycznej) w Warszawie, którą ukończył ze stopniem bardzo dobrym; w lipcu 1955 mianowany komandorem podporucznikiem. W 1958 ukończył liceum ogólnokształcące dla dorosłych w Łodzi i zdał maturę, po czym został zastępcą dowódcy 7 Dywizjonu Niszczycieli ds. politycznych w Gdyni i zastępcą dowódcy flagowego niszczyciela ORP „Grom” (do 1960). 1959-1963 studiował zaocznie na Wydziale Historii WAP w Warszawie i został magistrem. Od 1 X 1960 komandor porucznik, od 25 I 1961 szef Oddziału II Propagandy Zarządu Politycznego MW, od 23 V 1962 zastępca szefa Zarządu Politycznego MW (od 16 IX 1963 w stopniu komandora). Przewodniczący Oddziału PTTK przy Dowództwie MW i przewodniczący Zespołu Młodzieżowego MW. 3 IX 1967 - 31 VII 1968 zastępca komendanta Akademii Sztabu Generalnego WP ds. politycznych w Warszawie - szef Wydziału Politycznego. Od 25 VII 1968 do 4 XII 1973 zastępca dowódcy Marynarki Wojennej ds. politycznych - szef Zarządu Politycznego MW. Jesienią 1969 mianowany kontradmirałem (generałem brygady); nominację wręczył mu w Belwederze przewodniczący Rady Państwa Marian Spychalski. W 1972 ukończył kurs w Akademii Sztabu Generalnego Sił Zbrojnych ZSRR im. K. Woroszyłowa w Moskwie i kurs operacyjno-taktyczny dla kierowniczej kadry MW przy Akademii Marynarki Wojennej w Leningradzie. Od stycznia 1974 do listopada 1980 pracownik ministerstwa żeglugi/ministerstwa handlu zagranicznego i gospodarki morskiej, gdzie był dyrektorem departamentu wojskowego. W sierpniu 1981 przeniesiony w stan spoczynku z powodu złego stanu zdrowia, pożegnany przez wiceministra obrony narodowej gen. broni Józefa Urbanowicza.
Autor licznych publikacji z dziedziny historii polskiego czynu zbrojnego na morzu, m.in. monografii ORP Błyskawica, i artykułów zamieszczonych w „Przeglądzie Morskim” i „Roczniku Ośrodka Nauk Społecznych i Wojskowych Marynarki Wojennej”. 
Mieszkał w Gdyni. Żonaty z Jadwigą Szczerkowską (1924-2017). Pochowany z honorami 6 września 1982 na cmentarzu Witomińskim (kwatera 77-28-5). W pogrzebie wziął udział m.in. dowódca Marynarki Wojennej adm. Ludwik Janczyszyn, wojewoda gdański gen. bryg. Mieczysław Cygan, zastępca dowódcy POW gen. bryg. Henryk Kondas. W imieniu żołnierzy WP przemówił zastępca dowódcy MW ds. politycznych kontradm. Ludwik Dutkowski.

## Odznaczenia

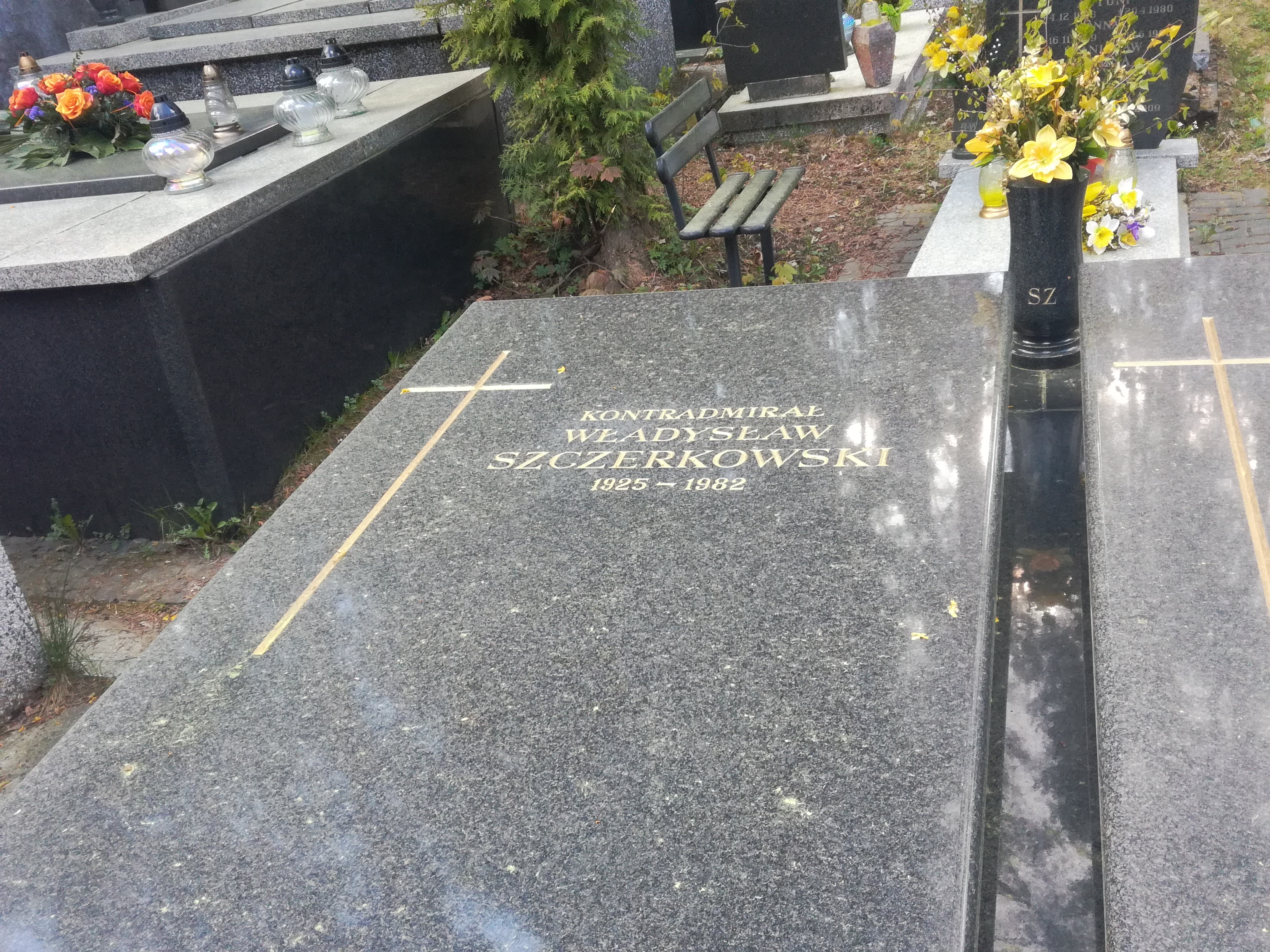
Grób kontradmirała Władysława Szczerkowskiego na cmentarzu Witomińskim

- Order Sztandaru Pracy II klasy (1968)
- Krzyż Kawalerski Orderu Odrodzenia Polski (1965)
- Srebrny Krzyż Zasługi (1949)
- Brązowy Krzyż Zasługi (1946)
- Medal 30-lecia Polski Ludowej
- Złoty Medal „Siły Zbrojne w Służbie Ojczyzny” (1968)
- Srebrny Medal Siły Zbrojne w Służbie Ojczyzny
- Brązowy Medal Siły Zbrojne w Służbie Ojczyzny
- Złoty Medal „Za zasługi dla obronności kraju” (1973)
- Srebrny Medal Za zasługi dla obronności kraju
- Brązowy Medal Za zasługi dla obronności kraju
- Złote Odznaczenie im. Janka Krasickiego (1963)[3]
- Srebrna odznaka "Zasłużonym miastu Gdyni" (1973)[4]